# Eternit (skała)
Eternit – skała na wierzchowinie Wyżyny Olkuskiej. Znajduje się w grupie Słonecznych Skał na orograficznie prawym zboczu Doliny Szklarki, w obrębie miejscowości Jerzmanowice, w odległości około 2,3 km na południe od drogi krajowej nr 94 (odcinek z Krakowa do Olkusza). Należy do tzw. Ostańców Jerzmanowickich. Wszystkie ostańce wchodzące w skład Słonecznych Skał są pomnikami przyrody.
Eternit to niewielka, samotna, najbardziej na zachód wysunięta skała w grupie Sokołowych Skał. Sąsiaduje ze skałą Soczewka. Skała Eternit ma wysokość 7 m. Podobnie jak pozostałe Słoneczne Skały zbudowana jest z twardych wapieni skalistych. Ma ściany połogie, pionowe lub przewieszone z filarem. Uprawiana jest na niej wspinaczka skalna. Są na niej dwie drogi wspinaczkowe o trudności VI.3+ i VI.6 w skali krakowskiej. Są obite ringami (r) i ringiem zjazdowym (rz).
1. Eternity; 3r + rz, VI.6, 7 m
2. Echoes; 4r, VI.3+, 7 m[3]

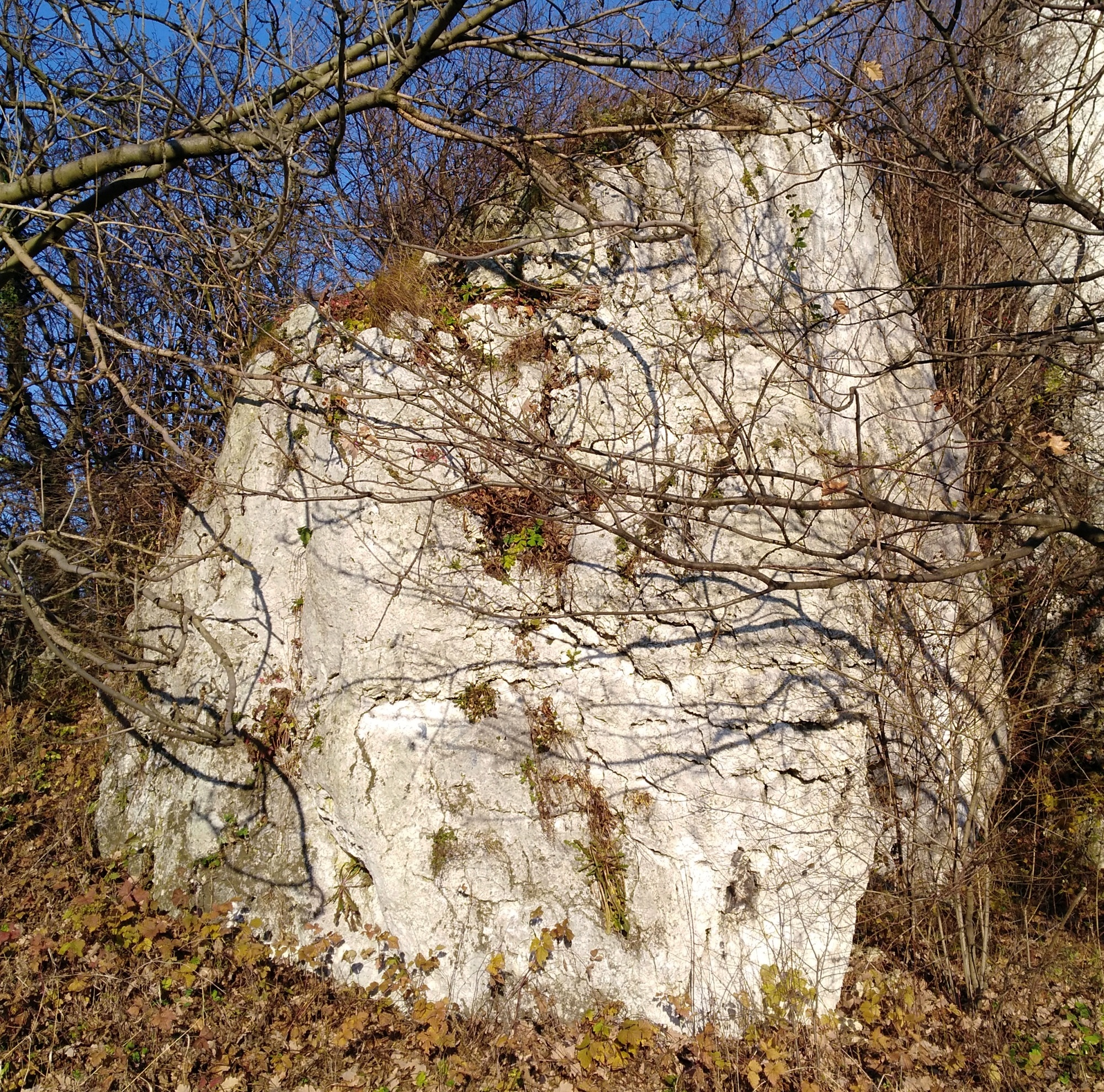

Między skałami Eternit i Soczewka znajduje się Szczelina w Słonecznych Skałach Czwarta.